# إملشيل (إملشيل)
إملشيل هي إحدى مشيخات المملكة المغربية، تتبع جغرافيا لإقليم ميدلت وإداريًا لإملشيل. يقدر عدد سكانها بـ 3956 نسمة حسب الإحصاء الرسمي للسكان والسكنى لسنة 2004.